# هومبج

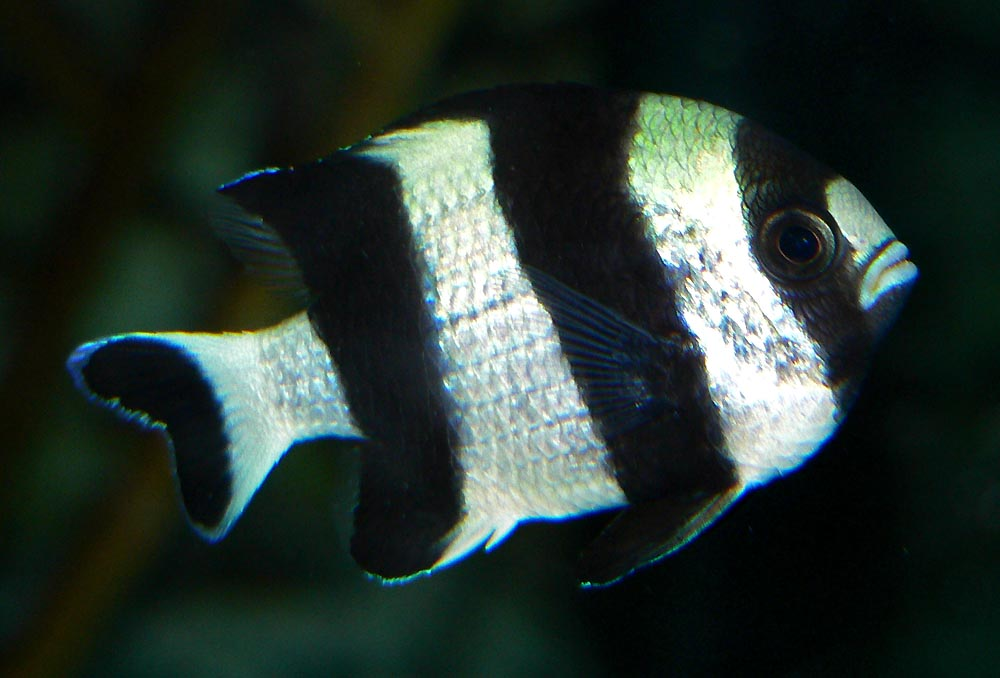

هومبج (بالإنجليزية: Four Stripe Damselfish)‏، (باللاتينية: Dascyllus melanurus)، هي سمكة زينة من فصيلة الدامسل يطلق عليها أسماء أخرى مثل الشاويش أو سمكه الخطوط الثلاثة تتواجد في البحر الأحمر بكثرة في مناطق الشعاب المرجانية وبالقرب منها أيضا. السمكة شرسة جدا تجاه الأنواع الأخرى من نفس العائلة. الهومبج سهلة التفريخ جدا في الأحواض وبأعداد كبيرة أيضا لحمايتها البيض من الأسماك الأخرى تصل لحد الشراسة الكبيرة.